# Xã Eagle, Quận Carlton, Minnesota
Xã Eagle (tiếng Anh: Eagle Township) là một xã thuộc quận Carlton, tiểu bang Minnesota, Hoa Kỳ. Năm 2010, dân số của xã này là 581 người.